# Elachistocleis bicolor
Espèce
Synonymes
- Oxyrhynchus bicolor Guérin-Méneville, 1838
- Engystoma ovale concolor Miranda-Ribeiro, 1920

Statut de conservation UICN

 LC  : Préoccupation mineure
Elachistocleis bicolor est une espèce d'amphibiens de la famille des Microhylidae.

## Répartition
Cette espèce se rencontre en Argentine, dans le sud-est du Brésil, au Paraguay et en Uruguay. Elle est présente du niveau de la mer jusqu'à 200 m d'altitude,.

## Description
Elachistocleis bicolor, comme son nom l'indique, présente une coloration contrastée entre son dos, brunâtre, et son ventre, jaune. Cette particularité est à l'origine de son nom vernaculaire anglais, Rana Pinguino.

## Publications originales
- Guérin-Méneville, 1838 : Iconographie du Règne animal de G. Cuvier. vol. 3, p. 1-64.
- Miranda-Ribeiro, 1920 : Os engystomatideos do Museu Paulista (com um genero e tres especies novos). Revista do Museu Paulista, vol. 12, p. 281-288 (texte intégral).